# Gerald Pearson
Pour les articles homonymes, voir Pearson.
Gerald L. Pearson (né le 31 mars 1905 à Salem (Oregon) – mort le 25 octobre 1987) est un physicien des Laboratoires Bell dont les recherches sur les redresseurs au silicium ont mené à l'invention de la cellule photovoltaïque. En 2008, il a été consacré au National Inventors Hall of Fame.

## Biographie
Pearson a passé sa licence en mathématiques et en physique à l’université Willamette, puis son master de physique à l’université Stanford. Recruté en 1929 par les Laboratoires Bell, il travailla d'abord sur les thermistances et déposa 13 brevets. Après la Deuxième Guerre mondiale, il fit partie de l'équipe de William Shockley, où ses recherches expérimentales s'avérèrent essentielles pour la modélisation du comportement électrique des semi-conducteurs. En 1946, sur une idée de Shockley, il appliqua une différence de tension aux bornes d'une gouttelette de borate de glycol déposée en travers d'une jonction P-N, et établit formellement l'existence d'un gain, étape décisive dans la conception du transistor.
En 1954, les recherches sur les redresseurs au silicium menées en collaboration avec Daryl Chapin et Calvin Souther Fuller ont abouti à l'invention de la cellule photovoltaïque industrielle.
Pearson prit sa retraite des Laboratoires Bell dès 1960, pour pouvoir enseigner le génie électrique à Stanford et y diriger des recherches sur les Semi-conducteur III-V.

## Écrits
- Gerald Pearson et Walter Houser Brattain, « History of Semiconductor Research », Proceedings of the IRE, vol. 43, no 12,‎ décembre 1955, p. 1794 - 1806 (ISSN 0096-8390, DOI 10.1109/JRPROC.1955.278042)